# Zemu He
Der Zemu He, Zemu-Fluss oder Zemuhe (chinesisch 则木河, Pinyin Zemu He, englisch Zemu River/Zemuhe River) ist ein Fluss im Westen der chinesischen Provinz Sichuan. Er liegt in einem seismisch aktiven Gebiet. Die Zemuhe-Verwerfungszone (则木河断裂带, englisch Zemuhe fault zone) ist nach dem Fluss benannt.